# Porto (filme)
Porto é um filme do género drama romântico, realizado e escrito por Gabe Klinger e Larry Gross, e protagonizado por Anton Yelchin, Lucie Lucas, Paulo Calatré e Françoise Lebrun. Foi coproduzido entre Portugal, França, Estados Unidos e a Polónia.
A sua estreia mundial ocorreu no Festival Internacional de Cinema de San Sebastián a 19 de setembro de 2016, onde Gabe Klinger foi nomeado ao Prémio Novos Realizadores. A 10 de março de 2017, a empresa Kino Lorber adquiriu os direitos de distribuição do filme. Estreou-se nos Estados Unidos a 17 de novembro de 2017, e em Portugal a 19 de outubro do mesmo ano.

## Elenco
- Anton Yelchin como Jake Kleeman
- Lucie Lucas como Mati Vargnier
- Paulo Calatré como João Monteiro Oliveira
- Françoise Lebrun como mãe
- Florie Auclerc-Vialens como Blanca
- Aude Pépin como Alice
- Diana de Sousa
- Rita Pinheiro

## Reconhecimentos
| Ano  | Prémios                                                       | Categorias                                                        | Destinatários e nomeados   | Resultado | Referências   |
| ---- | ------------------------------------------------------------- | ----------------------------------------------------------------- | -------------------------- | --------- | ------------- |
| 2016 | Festival Internacional de Cinema de San Sebastián             | Prémio Novos Realizadores                                         | Gabe Klinger               | Indicado  | [ 3 ]         |
| 2016 | Mostra Internacional de Cinema de São Paulo                   | Competição Novos Realizadores                                     | Gabe Klinger               | Indicado  | [ 7 ]         |
| 2016 | Festival de Cinema de Londres                                 | Prémio Sutherland                                                 | Porto                      | Indicado  | [ 8 ]         |
| 2016 | Festival de Cinema de Turim                                   | Prémio da Cidade de Turim de melhor filme                         | Porto                      | Indicado  | [ 9 ]         |
| 2016 | Festival Internacional de Cinema de Liubliana                 | Melhor filme                                                      | Porto                      | Indicado  | [ 10 ]        |
| 2017 | South by Southwest                                            | Prémio SXSW Adam Yauch Hörnblowér                                 | Porto                      | Indicado  | [ 11 ]        |
| 2017 | Festival Internacional de Cinema de Hong Kong                 | Prémio Golden Firebird de Cinema Jovem                            | Gabe Klinger               | Indicado  | [ 12 ]        |
| 2017 | Festival Internacional de Cinema Romântico de Mons            | Melhor argumento                                                  | Gabe Klinger e Larry Gross | Venceu    | [ 13 ]        |
| 2017 | Festival Internacional de Cinema Independente de Buenos Aires | Prémio da Federação das Escolas de Imagem e Som da América Latina | Gabe Klinger               | Venceu    | [ 14 ] [ 15 ] |
| 2017 | Festival Internacional de Cinema Independente de Buenos Aires | Melhor filme                                                      | Porto                      | Indicado  | [ 14 ] [ 15 ] |